# Engaeus australis
Engaeus australis é uma espécie de crustáceo da família Parastacidae.
É endémica da Austrália.